# Bagnolo di Po
Bagnolo di Po (velenceiül Banjoło de Po) település Olaszországban, Veneto régióban, Rovigo megyében. Lakosainak száma 1234 fő (2023. január 1.). Bagnolo di Po Castelguglielmo, Gaiba, Stienta, Trecenta, Canda, Ficarolo és Salara községekkel határos.

## Népesség
A település népességének változása:
| Lakosok száma | 1274 | 1225 | 1234 |
|               | 2017 | 2018 | 2023 |